# 非営利団体
非営利団体（ひえいりだんたい）は、営利を目的としない組織（団体）のこと。非営利組織（ひえいりそしき）、非営利機関（ひえいりきかん）ともいう。
通常の用語では政府組織は含まない。広義では特殊法人、認可法人をはじめとする公共的な団体（公法人など）も含まれる。狭義では、非営利での社会貢献活動や慈善活動を行う市民団体（いわゆるNPO）を指すこともある。

## 定義
広義、狭義の非営利団体の定義に関する研究については、NPO#概説を参照すること。
以下において、主に国の制度と関わる分類について解説する。

### 事業の官許に基づく定義
公益を目的とする組織である場合、事業の種類に応じて法令により組織の形態が規定されることがある。この場合、組織の設立や運営に行政の許可・認可を得る必要があるほか、折に触れて行政のパターナリズム的監督を受ける。
欧米でもフランスの公施設法人のような例があるが、特に日本においては、戦後公益インフラの整備が急務となり、補助金をはじめとする大量の公費の投入が行われた経緯から、行政が法人運営に直接関与すべしという観点に基づき、多くの法令で認可権限が定められた。加えて、縦割り行政により、各省庁の個別の公益事業を所管する部署の数だけ法人の種類が乱立することとなり、各法人が遵守すべき運営基準の内容も所管部局の蛸壺化した方針により、互いに無関連・無秩序に定められることとなった。
認可等を必要とする主な法人として、下記のようなものがある。
- 医療法人（医療法第44条。「認可」を要する。）
- 学校法人（私立学校法第30条。「認可」を要する。）
- 社会福祉法人（社会福祉法第31条。「認可」を要する。）
- 職業訓練法人（職業能力開発促進法第35条。「認可」を要する。）
- 消費生活協同組合（消費生活協同組合法第57条。「認可」を要する。）
- 宗教法人（宗教法人法第12条。「認証」を要する。）
- 特定非営利活動法人（特定非営利活動促進法第10条。「認証」を要する。）
- 公益社団法人・公益財団法人（公益社団法人及び公益財団法人の認定等に関する法律第4条。「認定」を要する。）

これらの法人は、「認可法人」などと俗称されることもある。法人種別が多岐にわたり、かつ分断された日本の認可制度は、しばしば非営利団体のあり方についての包括的な論議を妨げている。
台湾においては、「中華民国民法」に従い、日本の民法と全く同様に「社団法人」「財団法人」があり、政府部局による登記許可が必要である。ただし、日本のように個別法による法人種別はなく、例えば、宗教寺院を運営する法人であっても「財団法人○○寺（基金会）」といった種別となる。
中国においては、「社会団体登記管理条例」による「zh:社会团体」、「民弁非企業单位登記管理暫行条例」による「民弁非企業単位」、「基金会管理条例」による「zh:基金会」などがある。事業の設立や運営については、政府部局への登記許可が必要であり、日本と同様、運営に関しても所轄部局から有形無形の容喙を受ける。
ただし、特に20世紀末以後の経済成長の中で発展した民弁非企業単位などは、自前の資金ないし財務基盤を持ち自主的な運営を行っている団体が多く、事業の継続が補助金や法的給付制度に全面的に依存しており、補助金の交付権限などにより行政から実質的な支配を受けている日本の認可法人と様相は異なる。
イギリスにおいては、2004年会社法により、「公益会社」（en:Community interest company）という区分が設立され、設立時の登記許可のほか、運営に関しても所轄部局からの指導を受ける。
また、イギリス帝国の版図における大学や学術協会などの団体は、国王から勅許状en:Royal charterを受けて設立された「勅許状準拠法人」（body incorporated by Royal Charter）という特殊な法人種別がある。
フランスにおいては、アソシアシオン（非営利団体）が国から事業公益性についての認可を受けることによる「公益認定非営利社団」（association reconnue d’utillité publique）」という法人種別がある。

## 概要
非営利団体の対義語として営利団体がある。この分類は、団体を営利目的か、非営利目的かで分類するものである。ここでいう営利・非営利とは、団体が事業を通して得た利益を出資者である株主等に分配するか否かを意味している。従って、非営利団体は収益をあげてはいけないという認識は正しくない。なお、該当の団体が法人格を持っているかいないかには関係しない。
非営利団体には、公益性をもつものと共益性を持つものの2種類がある。
1. 営利を目的とせず、かつ公益を目的とする団体（公益・非営利）
  - 組織例: 社会的支援活動団体、学校・病院・介護施設・職業訓練施設・墓地等の運営団体など
  - 法人例: 財団法人、社団法人、学校法人、社会福祉法人、職業訓練法人、宗教法人、特定非営利活動法人（いわゆるNPO法人）など
  - ただし、実質的に共益を目的とする同窓会・事業者団体などについても、公益性を主張することによって財団法人・社団法人等になっている事例は多数存在する。
2. 営利を目的とせず、かつ共益を目的とする団体（共益・非営利）
  - 組織例: 中間団体（同窓会、愛好会、事業者団体）など
  - 法人例: 中間法人、医療法人、事業組合など

上記の中で、2006年以前の民法により設立された公益法人は特例民法法人として2013年11月30日までに、一般社団法人または一般財団法人または公益社団法人または公益財団法人へ移行する認定の申請をしなければならなかった。
なお、しばしば非政府組織（非政府団体、NGO）と混同されるが、これは団体が政府またはその下部組織か否かを区分するための用語で、主に国際政治の場で用いられる言葉である。NGOの多くは非営利団体だが、法人格として会社などの営利団体の場合でもNGOと成り得る。